# Progress D-18T
El Progress D-18T (o Lotarev D-18T) es un motor turbofan de tres ejes y alto índice de derivación, diseñado para ser empleado como planta motriz en aeronaves de gran tamaño.

## Diseño y desarrollo
El motor se creó en la oficina de diseño Ivchenko-Progress, siendo fabricado en las instalaciones de Motor Sich situadas en Zaporizhia, Ucrania. Se trata del primer motor diseñado en la Unión Soviética, capaz de generar más de 20.000 kgf (~196 kN) de empuje.
- 19 de septiembre de 1980 - primer encendido de un motor a escala real.
- 24 de diciembre de 1982 - primer vuelo del An-124.
- 19 de diciembre de 1985 – el motor pasa la certificación.

Un total de 188 motores D-18T están operativos, acumulando más de un millón de horas de vuelo.

## Aplicaciones
- Antonov An-124
- Antonov An-225

### Motores similares
- General Electric CF6
- Pratt & Whitney JT9D
- Pratt & Whitney PW4000
- Rolls-Royce RB211-524

### Listas relacionadas
- Anexo:Motores aeronáuticos